# Université de Téhéran
L'université de Téhéran (en persan : دانشگاه تهران) est la plus vieille et la plus grande université de Téhéran. En Iran, elle se nomme parfois Mère Université (en persan : دانشگاه مادر).
L'université de Téhéran (en abrégé : UT) prépare au concours annuel d'admission dans les universités iraniennes. L'école admet des étudiants étrangers et est connue pour la variété de ses sujets de recherche. D'anciens élèves finissent parmi l'élite politique du pays.
L'université possède 40 facultés, instituts et centres de recherche, 3 500 enseignants et 32 000 étudiants plus 340 étudiants étrangers. L'UT offre 116 diplômes de licence ou bachelor, 160 diplômes de master et 120 doctorats.

## Logotype
Lors de la fondation de l'université, un appel à contribution est lancé pour créer son logotype. 
Un dessin proposé par Mohsen Moghaddam est retenu. Professeur d’archéologie (qui était le cofondateur de la faculté des beaux-arts), il s'inspire d'une plaque décorative en plâtre datant de l’époque sassanide.
Le logotype figure deux ailes entourées par un cercle composé de points ronds.

## Histoire

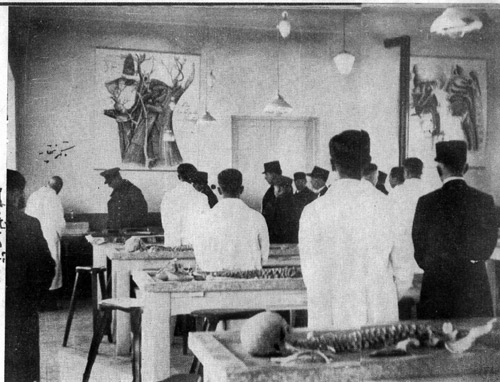
Cérémonie de lancement de la faculté de médecine avec Reza Pahlavi.

L'établissement d'universités en Iran (et de l'université de Téhéran), date de la fondation de Dar-ol Fonoun, en 1851
En 1928, le professeur Mahmoud Hessaby propose à Ali Asghar Hekmat, alors ministre de la Culture, la fondation d'un centre qui couvrirait l'ensemble des sciences.
En janvier 1933, pendant une réunion du cabinet, le sujet est abordé. Ali Asghar Hekmat, le ministre de l'éducation a dit :
« Bien sûr, il n'y a pas de doute sur la position et la gloire de la capitale, mais la seule déficience flagrante est que cette ville n'a pas d’« université ». C'est dommage que cette ville reste loin derrière les autres grands pays du monde ».
Ses mots ont un profond impact sur tous les participants à la réunion, causant l'acceptation de la proposition. Allouant un budget initial de 250 000 tomans, le ministère de l’Éducation est autorisé à chercher un emplacement adéquat pour la fondation de l'Université et à prendre les mesures nécessaires pour construire le bâtiment aussi vite que possible.
Ali Asghar Hekmat, en collaboration et avec les conseils d'André Godard, un architecte et archéologue français qui travaillait pour le ministère de l'Éducation, cherche l'emplacement adéquat. Sur ordre de Reza Shah, le site des jardins Jalaliyeh est sélectionné.
Le jardin Jalaliyeh est situé au nord de Téhéran, entre le village d'Amirabad et la bordure nord de Téhéran. Ce jardin, plein de parterres de fleurs fut fondé au début du XXe siècle pendant les dernières années du règne de Naser ad-Din Shah, sur ordre du prince Jalal ad-dawlah.
Le plan principal de l'Institut est dessiné par André Godard, Markov, Maxime Siroux et Mauser. Les influences de l'architecture moderniste du début du XXe siècle sont toujours visibles sur les sites principaux de l'université.
L'université de Téhéran est inaugurée officiellement en 1934. Le campus Amir-abad (Karegar nord) est ajouté en 1945 après que les troupes américaines aient quitté le terrain à la fin de la Seconde Guerre mondiale. L'université admet des étudiantes pour la première fois en 1937 (J.Lorentz).
En 1971, le nouveau bâtiment dessiné par Abdolaziz Farmanfarmayan est terminé, accueillant la bibliothèque centrale de l'université, qui met à la disposition du lecteur 600 000 livres, une large collection de manuscrits persans, nombre d'entre eux étant uniques et 1 800 périodiques internationaux.
Mohammad Maleki (en), prisonnier politique sous le shah, devient doyen de l'université au lendemain de la révolution de 1979. Dès juillet 1981, il est condamné par les mollahs à cinq ans de prison. Arrêté à maintes reprises en raison de son opposition au clergé islamiste, il est arrêté à nouveau en août 2009 dans le cadre de la répression contre les protestations post-électorales.
En 1986, par décret, à la suite de la demande du ministère de la Santé, la faculté de médecine de l'université se sépare pour fonder l'université de sciences médicales de Téhéran, qui est maintenant l'école de médecine la plus prestigieuse du pays avec 13 000 étudiantes et étudiants.
En février 2025, des étudiants de l'université manifestent pour dénoncer le manque de sécurité autour des locaux de l'université à la suite du meurtre par un voleur d'Amir Mohammad Khaleghi, un étudiant en commerce de 19 ans.

## Campus
En ce moment, l'UT est constituée de 40 facultés, instituts et centres de recherche et d'éducation. L'université se compose de 6 campus :
1. Le campus central Pardis, sur l'avenue Enghelab (« avenue de la Révolution »).
2. Le campus Kargar Nord
3. Le campus de Karaj
4. Le campus de Varamin
5. Le campus de Qom
6. Le campus Choka

## Facultés
Initialement, l'université de Téhéran compte six facultés :
- Faculté de théologie
- Faculté de science
- Faculté de littérature, philosophie et sciences de l'éducation.
- Faculté de médecine
- Faculté technique et d'ingénierie
- Faculté de droit, science politique et économiques

Plus tard, d'autres facultés sont créées :
- Faculté des beaux arts (1941)
- Faculté de médecine vétérinaire (1943)
- Faculté d'agriculture (1945)
- Faculté d'administration des entreprises (1954)
- Faculté de l'éducation (1954)
- Faculté des ressources naturelles (1963)
- Faculté d'économie (1970)
- Faculté de langues étrangères (1989)
- Faculté des études environnementales (1992)
- Faculté d'éducation physique

Entre 1986 et 1992, les facultés de médecine, de chirurgie dentaire et de pharmacie sont séparées de l'UT pour devenir l'université de sciences médicales de Téhéran, qui est toujours située sur le campus central Pardis.

### Instituts
L'université de Téhéran coordonne quatre instituts majeurs :
- L'institut de biochimie et de biophysique
- L'institut de géophysique
- Le Centre de recherches international pour la coexistence avec les déserts.
- Le Centre de recherche en histoire de la science.

L'institut de géophysique est responsable de l'établissement des calendriers solaires et lunaires chaque année (dirigé par le Dr Iraj Malekpour), et enregistre tous les évènements sismiques en Iran.

## Prix et récompenses
De nombreux étudiants et professeurs de l'université de Téhéran ont gagné des prix internationaux. La plus notable de ces récompenses est le prix Nobel de la Paix qui a été accordé à Shirin Ebadi en 2003 (pour son action en faveur de la démocratie, les droits des femmes et des enfants).
L'université de Téhéran est désignée pôle[réf. souhaitée] de science par le ministère iranien de la science et de la technologie dans les domaines de l'« électromagnétique appliquée », de la « nano-électricité » et des « contrôles et process avancés ».
En 2005, l'université des sciences médicales de Téhéran est classée meilleure université dans le domaine de la recherche en Iran. En 2006, l'université de Téhéran gagne le titre pour la « ligue de simulation avancée » dans le cadre des compétitions Robocup en Allemagne.

## Rôle politique

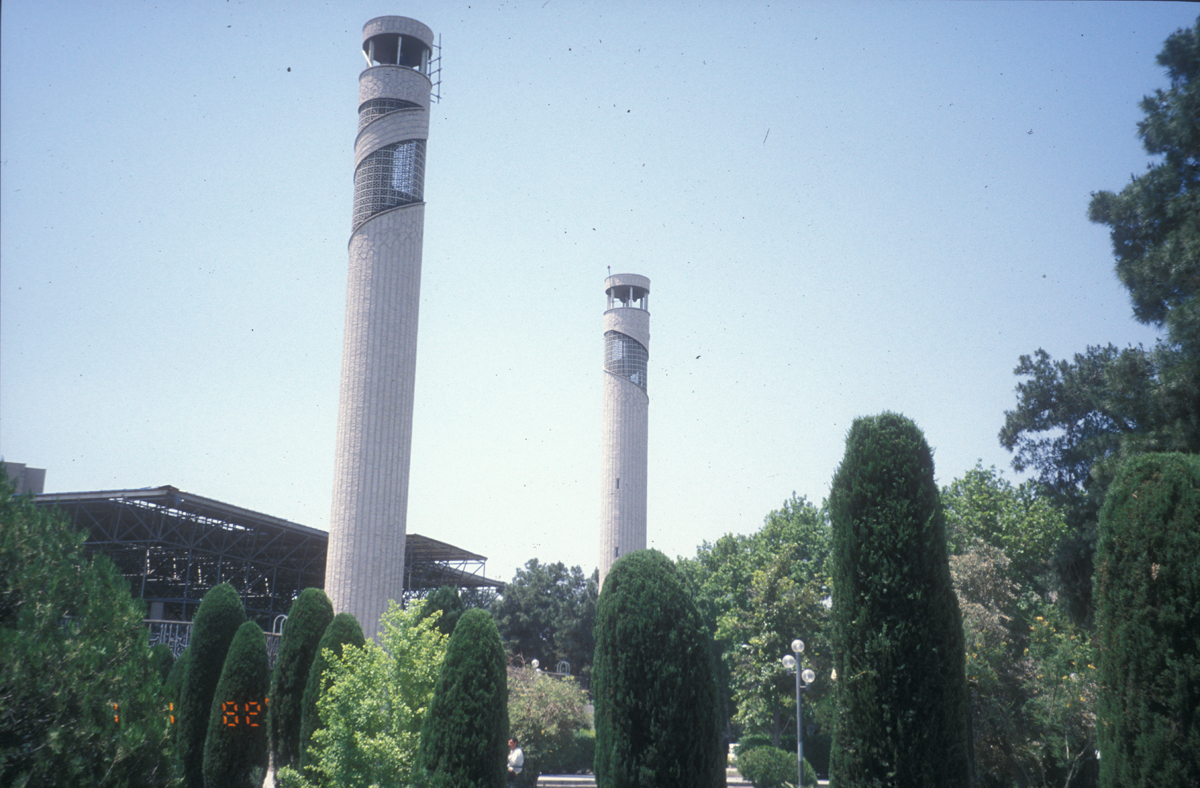
La mosquée centrale de l'UT a été le centre de l'activité politique et religieuse à Téhéran ces 30 dernières années.

Il est possible que, pour un occidental, l'université de Téhéran soit plus connue pour ses rôles clés dans les évènements politiques de l'histoire récente.
Ce sont encore des étudiants dissidents qui se sont confrontés aux soldats 20 ans plus tard, en juillet 1999 (voir Protestations étudiantes en Iran, juillet 1999). Ces manifestations pro-démocratie ont été appelées le « Tienanmen de l'Iran » par un journaliste de Time Magazine.
L'UT a toujours été un bastion des mouvements politiques et de l'idéologie. À l'UT, les dirigeants du régime actuel font leurs discours les plus virulents chaque vendredi.
Depuis la révolution islamique de 1979, le campus principal de l'université et les rues adjacentes ont été le lieu des prières du vendredi à Téhéran.
Le rôle politique de l'université de Téhéran dans l'arène politique iranienne est devenu si prononcé qu'en novembre 2005, c'est un membre du clergé qui est devenu chancelier de l'université en remplacement du Dr Faradji-dana. L'ayatollah Abbasali Amid Zanjani ne possède pas de diplôme universitaire et est connu pour ses liens étroits avec Khomeini pendant la révolution. C'est la première fois qu'un membre du clergé remplace un universitaire à la tête d'une institution universitaire majeure en Iran. Il a cependant écrit quelques livres et a travaillé pour la faculté de Droit en tant qu'expert sur la jurisprudence islamique.

## Personnalités liées à l'université

### Professeurs
- Nasser Fakouhi, anthropologue.

### Étudiants

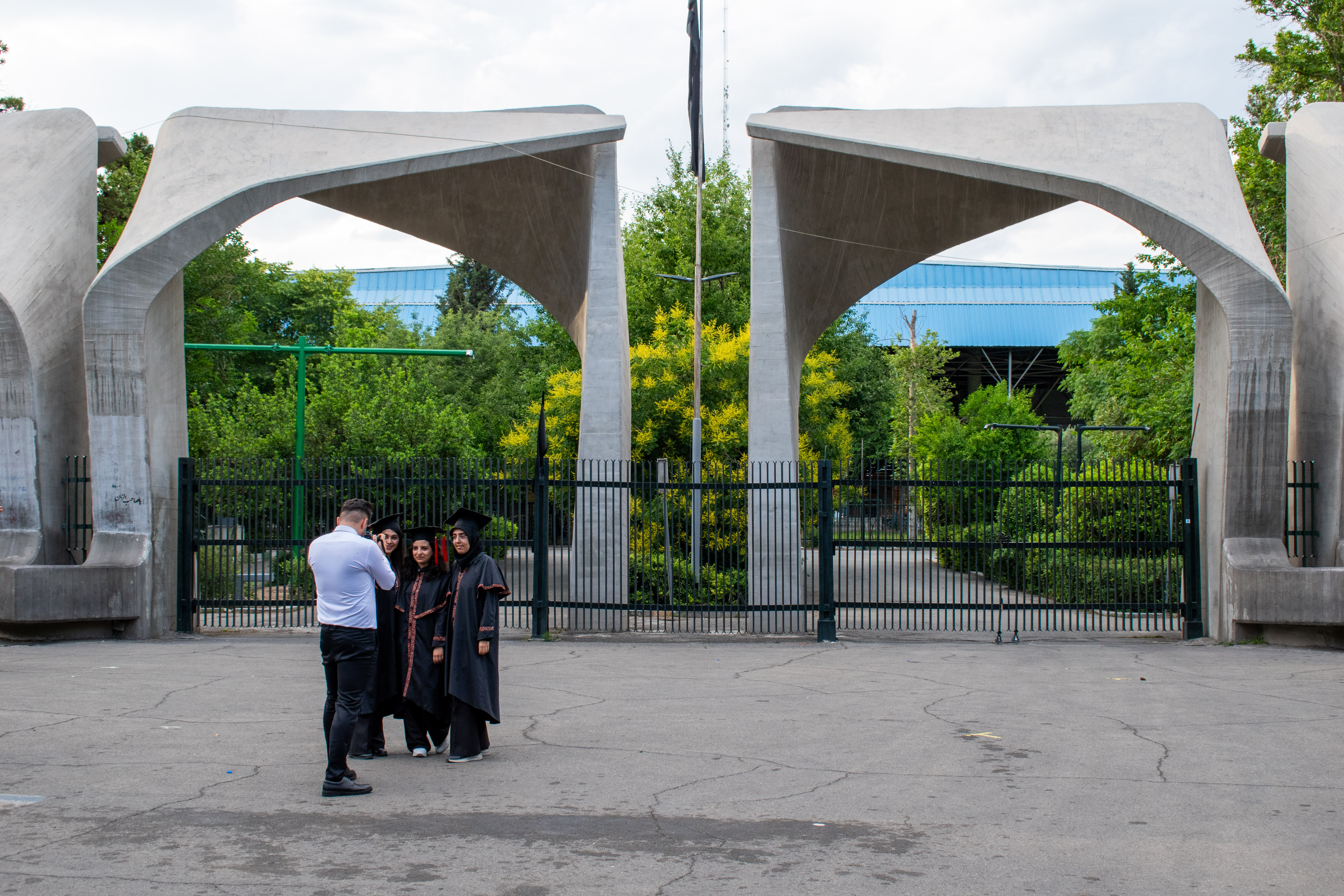
Des étudiantes nouvellement diplômées devant les grilles de l'entrée principale de l'université.

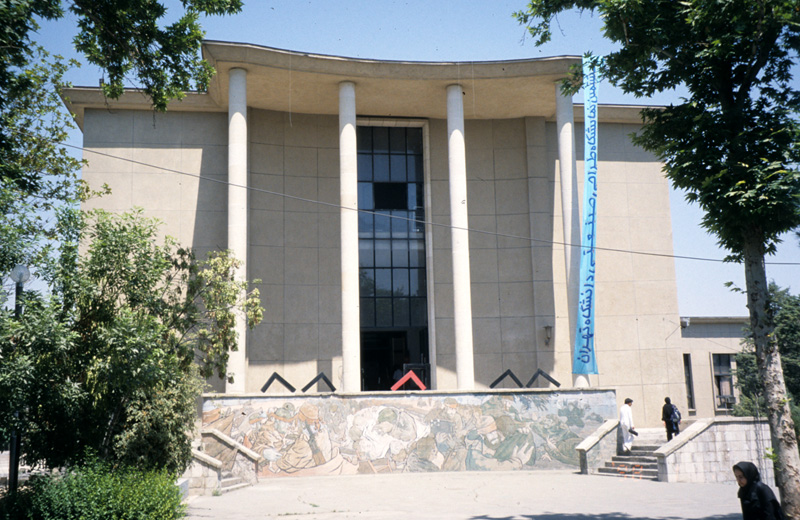
Entrée du Collège des Beaux Arts. L'architecture du campus principal a été largement inspirée des dessins du début du XXe siècle.

De nombreux anciens élèves de l'UT ont été ministres ou conseillers présidentiels. Les exemples notables sont :
- Jamshid Amouzegar, ancien élève, Premier ministre
- Ali Akbar Velayati, ancien élève, ministre
- Mir Hossein Mousavi, ancien élève, ministre
- Manoutchehr Eghbal, ancien chancelier, ministre
- Mohammad-Reza Aref, ancien élève, ancien vice-président
- Bijan Namdar Zangeneh, ancien élève, ministre
- Hassan Ali Mansur, ancien élève, Premier ministre
- Mohammad Beheshti, ayatollah
- Ali Motahari, ancien élève, député

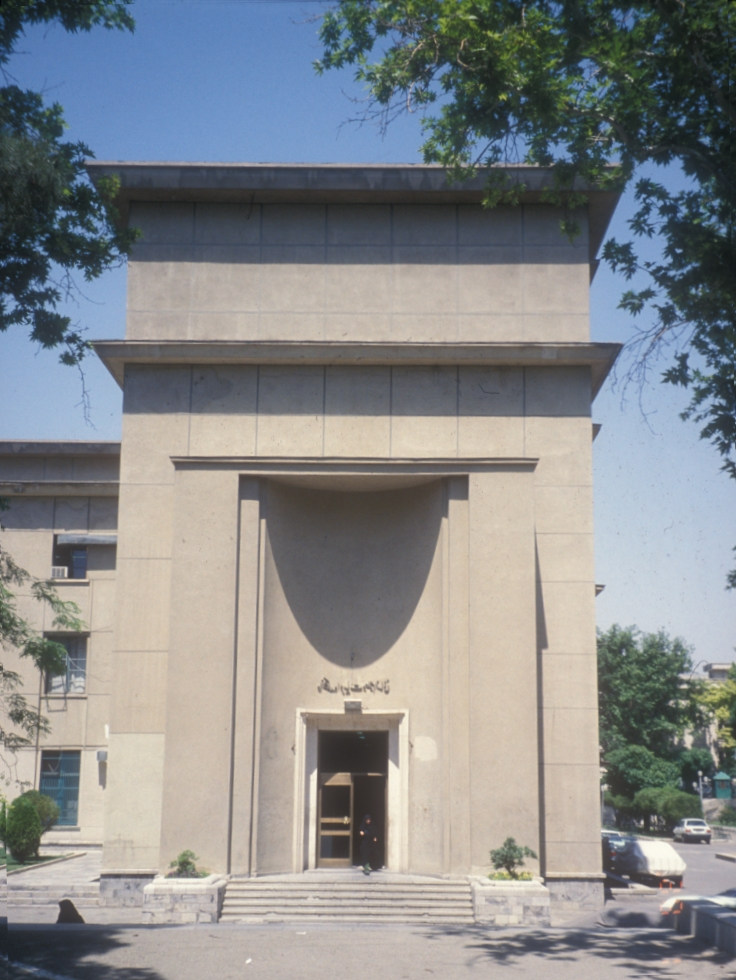
Collège de littérature et de sciences humaines. L'architecture du campus a aussi des influences de l'architecture de l'antiquité perse (comparer avec Persépolis).

Parmi d'autres anciens élèves notables :
- Brigitte Simon-Hamidi, iranologue, chercheuse en langue et littérature persane
- Darya Safai, militante des droits des femmes belgo-iranienne ;
- William Chittick, ancien élève
- Heydar Ghiaï-Chamlou, ancien élève, professeur et architecte
- Lotfi Zadeh, ancien élève, inventeur de la logique floue
- Shirin Ebadi, prix Nobel 2003, ancien élève et professeur.
- Abbas Kiarostami, ancien élève
- Mahmoud Hessabi, fondateur de l'université
- Sayyed Hosein Nasr, doyen de la faculté et vice-chancelier académique de l'université de 1968 à 1972.
- Ehsan Yarshater, ancien élève
- Behzad Ghorbani, biologiste
- Moslem Bahadori, physicien
- Hossein Alizadeh, musicien
- Shahrnush Parsipur, romancière
- Jalal Al-e-Ahmad, intellectuel
- Zahra Khanlari, autrice, traductrice et universitaire
- Mohammad Moin, linguiste
- Ahmad NikTalab, linguiste, poète et écrivain
- Ali Javan
- Zahra Rahnavard, ancienne élève, universitaire et épouse de l'ancien Premier ministre Mir-Hossein Mousavi
- Homa Darabi, universitaire et militante des droits des femmes
- Mahmoud Sadeghi, homme politique iranien.
- Farzaneh Sharifi, urologue iranienne
- Touran Mirhadi, enseignante et chercheuse, cofondatrice de l'Encyclopédie pour les jeunes
- Lilit Teryan, sculptrice
- Sahar Moghadass, chanteuse, musicienne et danseuse[7]
- Khashayar Mostafavi, écrivain et réalisateur iranien.
- Amir Reza Salari, cinéaste iranien.
- Mohammad Madjlessi, poète, écrivain et traducteur iranien.
- Julia Bacha, réalisatrice brésilienne.

### Docteurshonoris causa
- Émile Benveniste, linguiste français (1945)[8]
- Henry Corbin, philosophe, traducteur et orientaliste français (1958)[9]
- Jacques Duchesne-Guillemin, linguiste et orientaliste belge (1974)
- Roman Ghirshman, archéologue, explorateur et historien français
- Louis Vanden Berghe, archéologue, historien de l’art et iranologue belge

## Source
- Lorentz, J. Historical Dictionary of Iran. 1995.  (ISBN 0-8108-2994-0)